# Mysmena phyllicola
Espèce
Synonymes
- Theridion phyllicolum Marples, 1955

Mysmena phyllicola est une espèce d'araignées aranéomorphes de la famille des Mysmenidae.

## Distribution
Cette espèce se rencontre aux Samoa sur Upolu et à Niue.

## Publication originale
- Marples, 1955 : Spiders from western Samoa. Journal of the Linnean Society of London, Zoology, vol. 42, p. 453-504.